# The Mysterious Voyage of Homer
The Mysterious Voyage of Homer, titulado El misterioso viaje de Homer en España y El viaje misterioso de nuestro Homero en Hispanoamérica, es el noveno capítulo de la octava temporada de la serie televisiva de animación Los Simpson, estrenado originalmente el 5 de enero de 1997. En el episodio, Homer come un chile muy picante y sufre alucinaciones que le llevan a emprender un misterioso viaje. Después de esta experiencia, Homer se cuestiona su relación con Marge y emprende la búsqueda de su alma gemela. El episodio fue escrito por Ken Keeler y dirigido por Jim Reardon. Johnny Cash fue la estrella invitada, como la voz del "coyote espacial".

## Sinopsis

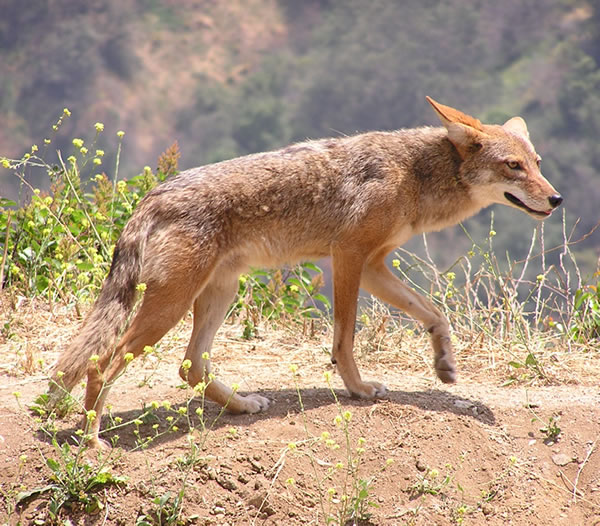
Un coyote se presenta ante Homer como su espíritu guía (o nahual en la mitología maya) durante su alucinación y le indica que debe buscar a su alma gemela.

Marge trata de evitar por todos los medios que Homer se entere de que ese día se celebra el concurso anual de  chile con carne de Springfield, ya que siempre que Homer acude a ese concurso termina emborrachándose y poniéndose en ridículo. Finalmente Homer se entera y, después de prometer que no beberá cerveza, Marge le permite asistir.
La familia Simpson llega al concurso, y después de humillar a varios de los cocineros de chile, Homer llega al puesto del jefe Wiggum, que le tiene preparada una sorpresa: chiles alucinógenos de Quetzalzaltenango, cultivados por los pacientes de un  manicomio en las oscuras selvas de Guatemala. En cuanto el chile toca su lengua, Homer se quema fuertemente, haciendo que todos allí se burlen de él. Homer busca desesperadamente algo para aliviar la quemazón, y cuando se da cuenta de que está a punto de beberse una vela, se le ocurre una idea. Vuelve al puesto de Wiggum con la boca impregnada de cera, y así logra comer varios chiles, que llegan a su estómago sin quemarlo. Todos, en una mezcla de asombro y admiración, aclaman a Homer cuando se retira.
Sin embargo, los chiles le provocan alucinaciones, haciendo que Homer se encuentre en una especie de desierto en el que hay mariposas y serpientes gigantes, el sol se rompe como si fuera de cristal y encuentra una tortuga a la que tiene que seguir. La tortuga guía a Homer hasta una pirámide maya, en cuya cima encuentra a Marge, pero no es más que una figura sin rostro que se deshace con el viento y se convierte en polvo. Entonces aparece un coyote, que se presenta como su espíritu guía o nahual. Tras una fugaz conversación, el coyote le indica que debe buscar a su alma gemela. Homer piensa que su alma gemela es Marge, pero el coyote lo cuestiona y después desaparece corriendo hacia el horizonte. Mientras tanto, debido a los chismorreos de Helen Lovejoy, Marge piensa que Homer ha vuelto a emborracharse y ha faltado a su promesa, por lo que vuelve a casa sin él.
A la mañana siguiente, Homer "despierta" de sus alucinaciones en medio de un campo de golf. Después de comprobar que todo lo que había visto solo eran cosas reales modificadas por sus alucinaciones, vuelve a casa y va a hablar con Marge. Sin embargo, ella está furiosa por su conducta. Entonces Homer reflexiona sobre las diferencias que hay entre ellos y duda si Marge será realmente su alma gemela.
Esa noche, Homer abandona la casa y empieza a recorrer la ciudad a pie buscando a su alma gemela, pero es rechazado en todos lados, hasta que divisa un faro en medio de una tormenta. Entonces piensa que el vigilante del faro, "la persona más solitaria en el mundo", será su alma gemela. Una vez allí, Homer descubre que el faro es operado por un ordenador. Al ver un barco acercándose, Homer destruye la luz del faro con un extintor para que el barco encalle y los pasajeros se hagan amigos suyos. Entonces llega Marge, que ha averiguado dónde estaba Homer guiándose por pistas basadas en sus gustos personales. Ambos se reconcilian al ver que más allá de las diferencias superficiales que tienen, su vínculo místico es más fuerte y es lo que los mantiene unidos. Esto le confirma a Homer que Marge es su alma gemela.
Mientras tanto, el barco, al no ver la luz del faro, va a estrellarse contra la costa, por lo que Marge repone la luz. Al ver la costa, el barco vira a babor, pero encalla en unos arrecifes y su carga de pantalones cortos cae al mar. Los ciudadanos de Springfield "requisan" los pantalones cortos, mientras Marge y Homer se abrazan y besan apasionadamente iluminados por la luz del faro.

## Producción

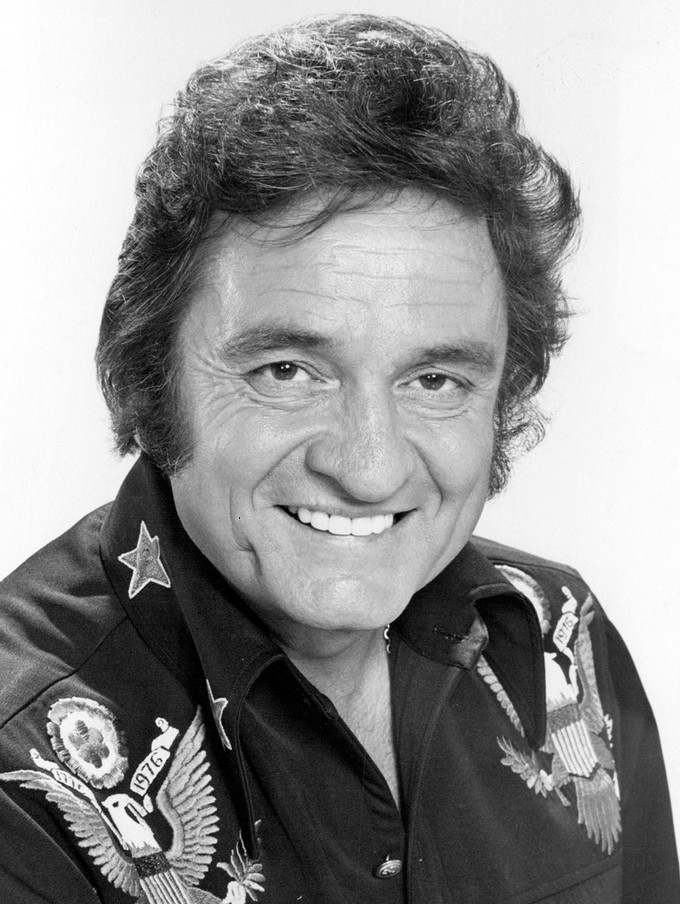
Johnny Cash fue la estrella invitada del episodio, dando voz al "coyote espacial".

El episodio fue planeado durante la tercera temporada por George Meyer, quien estaba interesado en hacer un episodio basado en los libros de Carlos Castaneda. Meyer quería que el episodio incluyese un viaje místico que no hubiese sido inducido por drogas, por lo que decidió usar chile muy picante. El equipo de la serie, excepto Matt Groening, pensó que era muy extraño un episodio así en la serie en esa época. Bill Oakley y Josh Weinstein recuperaron la historia y decidieron usarla para la octava temporada.
La mayor parte de la secuencia de la alucinación fue animada completamente por David Silverman, que no quiso arriesgarse a enviarla a Corea del Sur, ya que quería que se viera exactamente igual a como la había imaginado, incluyendo animación renderizada para darle una suave sensación mística a la escena. El coyote fue diseñado de forma cuadriculada a propósito para que pareciera de otro mundo y distinto a los demás personajes. Durante el viaje de Homer, las nubes en una de las escenas son de imagen real, y para la mariposa gigante se utilizó animación en 3D. Durante la misma alucinación, la frase de Ned Flanders fue modificada con un ordenador Mac para aumentar y disminuir su tono.
Los censores de Fox enviaron una nota a los guionistas, cuestionando que Homer se cubriese la boca con cera caliente. La nota decía: "Para evitar la imitación por parte de los espectadores jóvenes e ignorantes, cuando Homer comience a colocar la cera en su boca, por favor hagan que grite de dolor, así los niños comprenden que si hacen eso se quemarán la boca". El grito no fue añadido; sin embargo, se incluyó un diálogo de Ralph Wiggum cuestionando el comportamiento de Homer. Reardon también creó un "gráfico de cera" para guiar a los animadores en la escena en la que Homer se cubre la boca con cera.
La escena de Homer despertando en un campo de golf está inspirada en una historia real que le ocurrió a un amigo de los productores, quien despertó en un campo de golf sin recordar como había llegado allí. Tuvo que comprar un mapa en una tienda 7-Eleven para saber dónde estaba, y descubrió que no sólo estaba en otra ciudad, sino también en un estado diferente. Luego tuvo que caminar muchos kilómetros para regresar a la casa de un amigo, que era el último lugar en el que recordaba haber estado.

### Casting
Johnny Cash y Bob Dylan fueron las dos opciones principales de los guionistas para interpretar al coyote, y querían a uno de los miembros de The Highwaymen para poner voz al guía espiritual. Dylan había rechazado varias veces participar en la serie, y ya se le había ofrecido un papel en el episodio Homerpalooza, de la séptima temporada. Se le ofreció entonces el papel a Cash, que aceptó. Matt Groening describió la aparición de Cash como "uno de los mejores momentos que ha tenido la serie en su historia".

## Referencias culturales

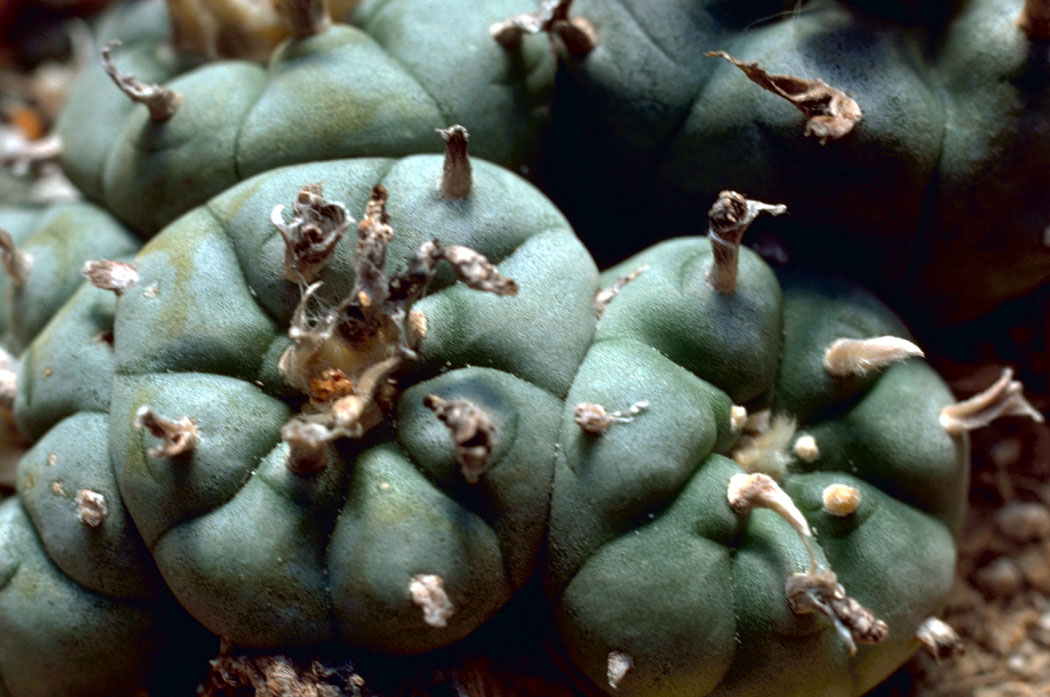
El viaje interior de Homer y su desdoblamiento hacen referencia a los libros de Carlos Castaneda, que usaba el peyote como conductor a realidades paralelas.